# Kyliegh Curran
Kyliegh Curran (Miami, 2005. december 10. –) amerikai színésznő.
Legismertebb alakítása Harper a 2021-től futó Sulphur Springs titkai 
című sorozatban.

## Élete és pályafutása
Első szerepe a Madeline karácsonyában volt a floridai Coral Gables-ben. Utána költözött New York-ba, hogy folytassa a színészi karrierjét. 10 évesen ő alakította fiatal Nala-t a Broadway-en. 2015-ben volt az első filmszerepe a I Can I Will I Did című filmben. Szerepet kapott az Álom doktor című horrorfilmben. Utána a Sulphur Springs titkai című tévésorozatban szerepelt. A színészi karrier miatt magantanuló.

## Filmográfia

### Film
| Év   | Magyar cím  | Eredeti cím        | Szerep     | Magyar hang |
| ---- | ----------- | ------------------ | ---------- | ----------- |
| 2019 | Álom doktor | Doctor Sleep       | Abra Stone | Stern Hanna |
| 2017 |             | I Can I Will I Did | Lily       |             |

### Televízió
| Év        | Magyar cím             | Eredeti cím                    | Szerep                            | Megjegyzések                                                              |
| --------- | ---------------------- | ------------------------------ | --------------------------------- | ------------------------------------------------------------------------- |
| 2021–2023 | Sulphur Springs titkai | Secrets of Sulphur Springs     | Harper Marie Dunn / Daisy Tremont | főszereplő magyar hangja Gyarmati Laura (Harper) Szűcs Anna Viola (Daisy) |
| 2023      | Az Usher-ház bukása    | The Fall of the House of Usher | Lenore Usher                      | - főszereplő - magyar hangja: - Pekár Adrienn                             |
| 2025      | Nyerni vagy veszíteni  | Win or Lose                    | Taylor (hangja)                   | - 6 epizód - magyar hangja: - Szűcs Anna Viola                            |